# Athenis Finlandiae
 (septembre 2012).
Si vous disposez d'ouvrages ou d'articles de référence ou si vous connaissez des sites web de qualité traitant du thème abordé ici, merci de compléter l'article en donnant les références utiles à sa vérifiabilité et en les liant à la section « Notes et références ».
Athenis Finlandiae est un festival annuel de la langue latine comme une langue vivante organisé à la ville de Jyväskylä. 
"Athenis Finlandiae" se traduit : "aux Athènes de la Finlande", Jyväskylä étant un berceau de la culture scolaire finlandaise. Depuis 2008, la ville anime un festival de la langue latine comme une langue vivante avec de nombreux partenaires à l'étranger.

## Histoire

### Athenis Finlandiae 2008
Excursions culturelles et cours de latin. Événement patronné par le ministre Mauri Pekkarinen.

### Athenis Finlandiae 2009
Langue et littérature latine. Événement patronné par le ministre Henna Virkkunen.

### Athenis Finlandiae 2010
Philosophie de l'antiquité. Événement patronné par le président de la République Tarja Halonen.

### Athenis Finlandiae 2011
Poésie et rhétorique. Événement patronné par M. Petri Tuomi-Nikula, ambassadeur de la Finlande en Italie.

### Athenis Finlandiae 2012
Russie, astronomie et astrologie.

### Athenis Finlandiae 2013
Allemagne, Moyen Âge, Ligue Hanséatique.

## Thèmes à venir
- En 2014 le thème sera la Norvège et Saint Olaf.